# 西华师范大学
西华师范大学，简称西华师大，是位于中国四川省南充市的一所公立本科师范大学。是今位于四川省成都市的四川师范大学的前身。

## 历史
西华师范大学的历史可以追溯到20世纪30年代，当时，受到日本侵华战争的影响，国立东北大学内迁到四川省的三台县，日本投降后的1946年5月，国立东北大学迁回沈阳。其后，在川北一些乡绅、知识分子的支持下，国立东北大学部分川籍校友在三台县的原校址创建了私立川北农工学院。1949年，改组建私立川北大学，在1950年代的中國高等院校院系調整中，该校与川北文学院合并，改制成公立的川北大学。其后又合并了川东教育学院、四川大学和华西大学的部分专业，组建了四川师范学院。1956年8月，四川师范学院一分为二，所有本科专业迁往省会成都，组建四川师范学院（今四川师范大学），但专科部留在南充，并更名为南充师范专科学校，增设了生物科等学科。1958年11月，南充师范专科学校升格成为本科层次的南充师范学院，并于1989年恢复“四川师范学院”的校名。
2003年，中华人民共和国教育部同意四川师范学院更名为西华师范大学，并明定该校由四川省人民政府主管，实行四川省人民政府与南充市人民政府共建，以省为主的办学体制。